# Pallassovka
Pallassovka (en russe : Палласовка) est une ville de l'oblast de Volgograd, en Russie, et le centre administratif du raïon de Pallassovka. Sa population s'élevait à 15 728 en 2013.

## Géographie
Pallassovka est arrosée par la rivière Torgoun, qui se jette dans le réservoir de Volgograd. Elle est située à 105 km à l'est de Kamychine, à 173 km au sud-est de Saratov et à 225 km au nord-est de Volgograd.

## Histoire
Pallassovka fut créée en 1907 sous le nom de Torgoun (Торгунь) pour la construction de la gare ferroviaire du même nom. Cette même année, la localité fut renommée Pallassovka en honneur de l'académicien Piotr Pallas (1741-1811), qui visita la région en 1773-1774. Elle reçut le statut de ville en 1967.

## Population
Recensements (*) ou estimations de la population
| 1897* | 1926* | 1959*  | 1970*  | 1979*  |
| ----- | ----- | ------ | ------ | ------ |
| 1 550 | 4 668 | 10 346 | 13 505 | 15 503 |

| 1989*  | 2002*  | 2010*  | 2012   | 2013   |
| ------ | ------ | ------ | ------ | ------ |
| 17 712 | 17 163 | 16 081 | 15 923 | 15 728 |